# Nokia 1200

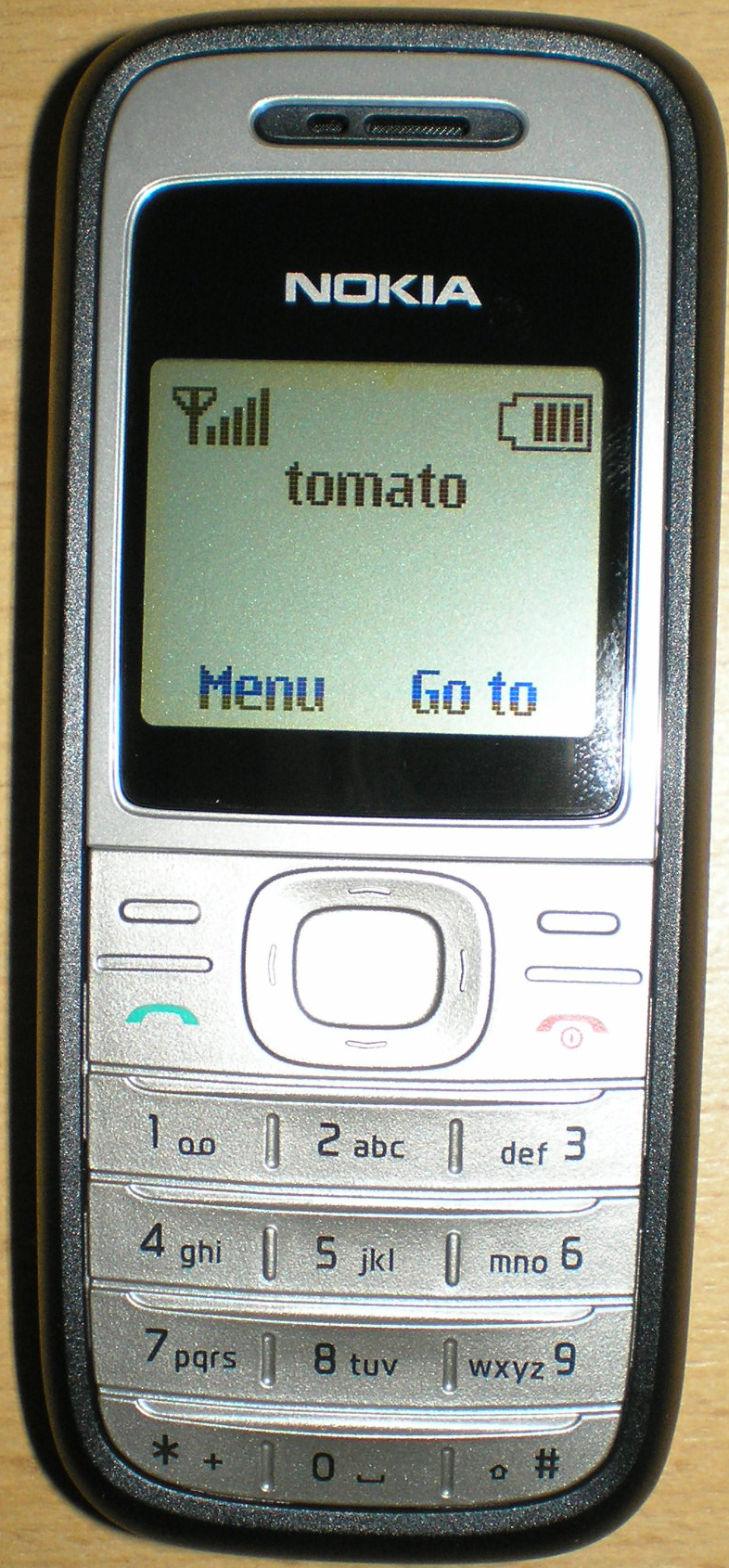
Nokia 1200

Nokia 1200 es un teléfono móvil de gama baja lanzado en 2007. Su sucesor es el Nokia 1202.

## Características del software
Teclas de navegación de cuatro direcciones, compartir el celular, agendas telefónicas múltiples, monitor de tiempo, monitor de costos, histórico de llamadas y resumen de la duración de las llamadas, linterna, calendario, aplicación de demostración accesible con y sin modo de SIM, reloj analógico, tonos de timbre 32-polifónicos, tonos de timbre de calidad MP3, borra Fácil para múltiples mensajes, monitor de Pre-Pago (servicio dependiente de la red), soporte a USIM.

## Aplicaciones
Servicios de voz y de mensajes, juegos, tonos de timbre OTA y logotipos (por SMS).

## Características del hardware
Protocolos soportados EGSM900/1800 GSM850/1900, codecs soportados: FR, EFR, HR, AMR, Soporte de SIM: 3 volt, 1.8volt, motor: Gefion, UPP 2, 4MB flash, pantalla de 96x68 píxeles P/B con luz de fondo verde, antena interna, tecnología del teclado: goma de silicona,auricular 7-11 + solución de auricular de audio 13 mm, volumen del tono de timbre: 95 phon a 1 dm de distancia, Conector del cargador: cargador Mini DC 2 mm, conexión de sistema: cable Easy flash II, conexión para auriculares: 2,5 mm AV y IHF

## Habilitadores de servicio
SMS, mensajes con imágenes, USSD y transmisión de celular.